# Chiengi
Chiengi – miejscowość w Prowincji Luapula w północnej Zambii. Stolica dystryktu Chiengi. Dawna kolonialna boma założona przez imperium brytyjskie. Nazwa pochodzi od przepływającego w pobliżu strumienia Chiengi.

## Geografia
Chiengi znajduje się w północno-zachodniej części prowincji Luapula, przy granicy z Demokratyczną Republiką Konga. Leży na północno-zachodnim brzegu jeziora Mweru w pobliżu ujścia rzeki Luvua. Przez miejscowość przebiega droga D76, która na północny zachód prowadzi do pobliskiego, kongijskiego Pweto, a w przeciwną stronę, brzegiem jeziora Mweru do Mumungi. Na wschód od Chiengi znajduje się Park Narodowy Mweru Wantipa.

## Historia

### Czasy kolonialne
Boma Chiengi została założona podczas wyścigu między Wolnym Państwem Kongo belgijskiego króla Leopolda II, a Brytyjską Kompanią Południowoafrykańską (BSAC) Cecila Rhodesa o zajęcie Katangi od jej króla Msiri, który miał miejsce w latach 1890-91. Alfred Sharpe został wysłany by zawrzeć umowę z Msiri przez BSAC z biura Brytyjskiej Afryki Centralnej w Zombie w Nyasalandzie w 1890, lecz zawiódł. Podczas drogi powrotnej do Nyasalandu w 1891, Sharpe minął strumień Chiengi, a ponieważ 5 km na południe stąd wódz Puta z ludu Bwile uległ i podpisał pakt, postanowił założyć tu bomę, która chroniła by dla BSAC terytorium na wschód od jeziora Mweru i stanowiła bazę wypadową dla kolejnych prób nakłonienia do uległości króla Msiri. Zadanie zbudowania i zarządzania bomą zlecił swojemu bezpośredniemu podwładnemu, kapitanowi Crayshaw'owi.
Ostatecznie Leopold II podbił Katangę, zabijając w grudniu 1891 króla Msiri i wysłał Stairs Expedition, dla jej ochrony. W trakcie drogi powrotnej na wschodnie wybrzeże Afryki, Stairs Expedition przeszła w pobliżu Chiengi, wymieniając z kpt. Cryshaw'em wiadomości odnośnie do przebiegu granicy między terytoriami BSAC i Wolnego Państwa Kongo (CFS) na odcinku od jeziora Mweru do jeziora Tanganika.
Boma Chiengi była prawdopodobnie pierwszym kolonialnym przyczółkiem na terenie tzw. Rodezji Północno-Wschodniej i jedną z najbardziej oddalonych placówek Imperium Brytyjskiego. Ostatecznie zamknięta została w 1933 i zastąpiona przez bomy Kawambwa, a później Nchelenge.
Obok rybołówstwa, głównym źródłem dochodu Chiengi w czsach kolonialnych była sól, która wypłukiwana przez spływające ze wzgórz strumienie odkładała się na terenach podmokłych zwanych dambo.

### Czasy współczesne
Chiengi zostało przywrócone, jako mniejszy ośrodek administracyjny w Dystrykcie Nchelenge, niepodległej już Zambii w latach 1970, a następnie jako stolica administracyjna dystryktu Chiengi w latach 1990. Obszar ten był kilkukrotnie pod wpływem konfliktów w Kongo, z których najbardziej znaczącym była II wojna domowa w Kongu, kiedy to 10 tys. uchodźców osiedliło się w obozach UNHCR w dystryktach Kawambwa i Mporokoso. Większość z nich było repatriowanych, gdy wojna się skończyła.